# Inter-AM 1968
La temporada de 1968 de la Inter-AM, anomenada oficialment 1968 Inter-AM series, fou la 2a edició d'aquest campionat, organitzat per l'importador de Husqvarna als Estats Units, Edison Dye. El calendari oficial constava de 8 proves puntuables, celebrades entre el 20 d'octubre i el 8 de desembre.
Aquell any, les rondes de la Inter-AM constaven de diverses curses per a les diferents categories de pilots i motocicletes, sovint repartides entre els dos dies de durada de l'esdeveniment, al llarg del cap de setmana. Pel que fa als pilots internacionals, a cada ronda hi va haver curses de 250 i 500 cc, puntuables per al campionat, més alguna de 125 cc d'exhibició. El resultat de cada cilindrada es decidia en dues mànegues de 30 minuts cadascuna o bé tres de 20 minuts, segons la ronda.
Joël Robert, que acabava de guanyar aquella temporada el seu segon campionat del món de 250cc, dominà clarament el torneig en totes les cilindrades. El guanyador de l'edició anterior, Torsten Hallman, no va poder defensar el seu títol ja que es va lesionar a la primera ronda, a Pepperell, i no va poder tornar a córrer fins a la darrera, al circuit de Saddleback Park d'Orange. D'entre els nombrosos europeus que van competir al torneig, els més destacats després de Robert van ser Dave Bickers i Vlastimil Válek, companys seus a l'equip de ČZ, Bengt Åberg, Christer Hammargren i Thorleif Hansen, de Husqvarna, i Adolf Weil, de Maico. Roger De Coster (CZ), Marcel Wiertz (Bultaco) i Bryan Wade (Greeves) van protagonitzar també actuacions brillants. Pel que fa als nord-americans, els més destacats van ser John DeSoto (millor americà en 250cc) i Ron Nelson (millor americà en 500cc), tots dos de l'equip de Montesa que dirigia Kim Kimball als Estats Units.

## Rondes
Fonts:
| Ronda | Data                   | Lloc                          | 125cc         | 125cc       | 125cc    | 250cc         | 250cc       | 250cc    | 500cc       | 500cc       | 500cc    |
| Ronda | Data                   | Lloc                          | Guanyador     | Motocicleta | M.A.     | Guanyador     | Motocicleta | M.A.     | Guanyador   | Motocicleta | M.A.     |
| ----- | ---------------------- | ----------------------------- | ------------- | ----------- | -------- | ------------- | ----------- | -------- | ----------- | ----------- | -------- |
| 1     | 20 d'octubre           | Pepperell (Massachusetts)     | -             | -           | -        | Dave Bickers  | ČZ          | [ a2 1 ] | Bengt Åberg | Husqvarna   | [ a5 1 ] |
| 2     | 26 i 27 d'octubre      | New Philadelphia (Ohio)       | -             | -           | -        | Bengt Åberg   | Husqvarna   | [ a2 2 ] | Joël Robert | ČZ          | [ a5 2 ] |
| 3     | 2 i 3 de novembre      | Wichita (Kansas)              | -             | -           | -        | Joël Robert   | ČZ          | [ a2 3 ] | Joël Robert | ČZ          | [ a5 3 ] |
| 4     | 9 i 10 de novembre     | Dallas (Texas)                | -             | -           | -        | Dave Bickers  | ČZ          | [ a2 4 ] | Joël Robert | ČZ          | [ a5 4 ] |
| 5     | 16 i 17 de novembre    | Westlake Village (Califòrnia) | Joël Robert   | Sachs       | [ a1 1 ] | Joël Robert   | ČZ          | [ a2 5 ] | Adolf Weil  | Maico       | [ a5 5 ] |
| 6     | 24 de novembre         | Santa Cruz (Califòrnia)       | -             | -           | -        | Bengt Åberg   | Husqvarna   | [ a2 6 ] | Joël Robert | ČZ          | [ a5 6 ] |
| 7     | 30 novembre/1 desembre | Carlsbad (Califòrnia)         | Joël Robert   | Sachs       | [ a1 2 ] | C. Hammargren | Husqvarna   | [ a2 7 ] | Bengt Åberg | Husqvarna   | [ a5 7 ] |
| 8     | 7 i 8 de desembre      | Orange (Califòrnia)           | Marcel Wiertz | Bultaco     | [ a1 3 ] | Adolf Weil    | Maico       | [ a2 8 ] | Adolf Weil  | Maico       | [ a5 8 ] |

Notes
1. ↑  Es mostren només les rondes de 125cc que tingueren categoria internacional
2. ↑  Circuit de DeLavega Park
3. ↑  Circuit de Saddleback Park

## Classificació final
Nota.- No s'ha trobat informació del sistema de puntuació aplicat al campionat. Tanmateix, per tal de poder mostrar els millors de cada cilindrada, ni que només fos de forma aproximada, s'ha aplicat el barem de puntuació vigent al Campionat del món de motocròs el 1968 (8-6-4-3-2-1 als sis primers classificats de cada ronda). La classificació absoluta s'ha obtingut de la suma de punts obtinguts a ambdues cilindrades. Les classificacions aquí mostrades, doncs, poden diferir sensiblement de les reals i cal considerar-les només una aproximació plausible a manca de dades concloents.
L'única cosa certa i verificada amb les fonts coetànies és que el guanyador del campionat fou el belga Joël Robert, que a més a més fou el millor en cada cilindrada (cosa que topa amb la informació aquí generada per a la dels 250cc, possiblement a causa del desconegut sistema de puntuació aplicat). També hi ha fonts coetànies que indiquen com als millors americans els dos pilots de Montesa Ron Nelson i John DeSoto.

### Absoluta
| Posició | Pilot               | Equip     | Punts | Victòries |
| ------- | ------------------- | --------- | ----- | --------- |
| 1       | Joël Robert         | ČZ        | 76    | 6         |
| 2       | Bengt Åberg         | Husqvarna | 55    | 4         |
| 3       | Adolf Weil          | Maico     | 43    | 3         |
| 4       | Roger De Coster     | ČZ        | 42    | 0         |
| 5       | Vlastimil Válek     | ČZ        | 42    | 0         |
| 6       | Christer Hammargren | Husqvarna | 36    | 1         |
| 7       | Dave Bickers        | ČZ        | 35    | 2         |
| 8       | Bryan Wade          | Greeves   | 17    | 0         |
| 9       | Marcel Wiertz       | Bultaco   | 15    | 0         |
| 10      | Thorleif Hansen     | Husqvarna | 12    | 0         |

### Per cilindrada
| Posició | Pilot               | Equip     | Punts | Victòries |
| ------- | ------------------- | --------- | ----- | --------- |
| 1       | Joël Robert         | ČZ        | 44    | 4         |
| 2       | Adolf Weil          | Maico     | 26    | 2         |
| 3       | Vlastimil Válek     | ČZ        | 25    | 0         |
| 4       | Roger De Coster     | ČZ        | 19    | 0         |
| 5       | Christer Hammargren | Husqvarna | 18    | 0         |
| 6       | Bengt Åberg         | Husqvarna | 16    | 2         |
| 7       | Dave Bickers        | ČZ        | 10    | 0         |
| 8       | Bryan Wade          | Greeves   | 9     | 0         |
| 9       | Gunnar Lindstrom    | Husqvarna | 7     | 0         |
| 10      | Thorleif Hansen     | Husqvarna | 6     | 0         |
| 11      | Ron Nelson          | Montesa   | 4     | 0         |

| Posició | Pilot               | Equip     | Punts | Victòries |
| ------- | ------------------- | --------- | ----- | --------- |
| 1       | Bengt Åberg         | Husqvarna | 39    | 2         |
| 2       | Joël Robert         | ČZ        | 32    | 2         |
| 3       | Dave Bickers        | ČZ        | 25    | 2         |
| 4       | Roger De Coster     | ČZ        | 23    | 0         |
| 5       | Christer Hammargren | Husqvarna | 18    | 1         |
| 6       | Adolf Weil          | Maico     | 17    | 1         |
| 7       | Vlastimil Válek     | ČZ        | 17    | 0         |
| 8       | Marcel Wiertz       | Bultaco   | 15    | 0         |
| 9       | Bryan Wade          | Greeves   | 8     | 0         |
| 10      | Thorleif Hansen     | Husqvarna | 6     | 0         |
| 11      | Pierre Karsmakers   | Husqvarna | 6     | 0         |

## Resultats per ronda
Es mostren les classificacions finals de cada ronda per a cada cilindrada que tingué categoria internacional, generades a partir del còmput dels resultats de cada pilot en cadascuna de les tres mànegues: el primer obtenia un punt, el segon dos i així fins al darrer. La classificació final s'obtenia en funció del total de punts, ordenat de forma ascendent: qui hagués guanyat les tres mànegues, per exemple, tindria 3 punts, qui hagués fet tres segons llocs en tindria 6, etc. No s'han trobat dades relatives a les classificacions de cada mànega, però sí a les finals, aquí reflectides.

### Ronda 1
Celebrada el 20 d'octubre a Pepperell (Massachusetts).
| Posició | Pilot               | Equip     |
| ------- | ------------------- | --------- |
| 1       | Bengt Åberg         | Husqvarna |
| 2       | Christer Hammargren | Husqvarna |
| 3       | Vlastimil Válek     | CZ        |
| 4       | Ron Jeckel          | Bultaco   |
| 5       | Seppo Makinen       | CZ        |
| 6       | Bill Silverthorn    | Husqvarna |
| 7       | Bob Ismailof        | CZ        |
| 8       | Charlie Vincent     | Triumph   |
| 9       | Norm Richens        | Greeves   |
| 10      | Martin Ripp         | CZ        |

| Posició | Pilot            | Equip     |
| ------- | ---------------- | --------- |
| 1       | Dave Bickers     | CZ        |
| 2       | Marcel Wiertz    | Bultaco   |
| 3       | Roger De Coster  | CZ        |
| 4       | Vlastimil Válek  | CZ        |
| 5       | Mick Andrews     | OSSA      |
| 6       | Gunnar Lindstrom | Husqvarna |
| 7       | Dick Mann        | OSSA      |
| 8       | Phil Palazzo     | Bultaco   |
| 9       | John DeSoto      | Montesa   |
| 10      | Bill Thomas      | Husqvarna |

### Ronda 2
Celebrada el cap de setmana del 26 i 27 d'octubre a New Philadelphia (Ohio).
| Posició | Pilot               | Equip     |
| ------- | ------------------- | --------- |
| 1       | Joël Robert         | CZ        |
| 2       | Roger De Coster     | CZ        |
| 3       | Christer Hammargren | Husqvarna |
| 4       | Vlastimil Válek     | CZ        |
| 5       | Gunnar Lindstrom    | Husqvarna |
| 6       | Ron Nelson          | Montesa   |
| 7       | Bruce McGuire       | Bultaco   |
| 8       | Bill Silverthorn    | Husqvarna |
| 9       | Chuck Boehler       | Greeves   |
| 10      | Bob Ismailof        | CZ        |

| Posició | Pilot           | Equip     |
| ------- | --------------- | --------- |
| 1       | Bengt Åberg     | Husqvarna |
| 2       | Adolf Weil      | Maicos    |
| 3       | Joël Robert     | CZ        |
| 4       | Vlastimil Válek | CZ        |
| 5       | Dave Bickers    | CZ        |
| 6       | Mick Andrews    | OSSA      |
| 7       | Dick Mann       | OSSA      |
| 8       | Barry Higgins   | CZ        |
| 9       | Joe Higgins     | CZ        |
| 10      | John DeSoto     | Montesa   |

### Ronda 3
Celebrada el cap de setmana del 2 i 3 de novembre a Wichita (Kansas).
| Posició | Pilot               | Equip     |
| ------- | ------------------- | --------- |
| 1       | Joël Robert         | CZ        |
| 2       | Adolf Weil          | Maico     |
| 3       | Vlastimil Válek     | CZ        |
| 4       | Gunnar Lindstrom    | Husqvarna |
| 5       | Christer Hammargren | Husqvarna |
| 6       | Dick Mann           | OSSA      |

| Posició | Pilot               | Equip     |
| ------- | ------------------- | --------- |
| 1       | Joël Robert         | CZ        |
| 2       | Vlastimil Válek     | CZ        |
| 3       | Christer Hammargren | Husqvarna |
| 4       | Roger De Coster     | CZ        |
| 5       | Dave Bickers        | CZ        |
| 6       | Bengt Åberg         | Husqvarna |

### Ronda 4
Celebrada el cap de setmana del 9 i 10 de novembre a Dallas (Texas). Les curses de 250cc es van córrer dissabte i les de 500cc, diumenge.
| Posició | Pilot             | Equip     |
| ------- | ----------------- | --------- |
| 1       | Joël Robert       | CZ        |
| 2       | Thorleif Hansen   | Husqvarna |
| 3       | Dave Bickers      | CZ        |
| 4       | Vlastimil Válek   | CZ        |
| 5       | Gunnar Lindstrom  | Husqvarna |
| 6       | Pierre Karsmakers | Husqvarna |
| 7       | John DeSoto       | Montesa   |
| 8       | Bill Silverthorn  | Husqvarna |
| 9       | Chuck Minert      | BSA       |
| 10      | Glen Vincent      | Triumph   |

| Posició | Pilot             | Equip     |
| ------- | ----------------- | --------- |
| 1       | Dave Bickers      | CZ        |
| 2       | Thorleif Hansen   | Husqvarna |
| 3       | Bengt Åberg       | Husqvarna |
| 4       | Roger De Coster   | CZ        |
| 5       | Pierre Karsmakers | Husqvarna |
| 6       | Marcel Wiertz     | Bultaco   |
| 7       | Gunnar Lindstrom  | Husqvarna |
| 8       | Glen Vincent      | Triumph   |
| 9       | Gene Fetty        | ?         |
| 10      | John DeSoto       | Montesa   |

### Ronda 5
Celebrada el cap de setmana del 16 i 17 de novembre a Westlake Village (Califòrnia). Les curses de 125cc i 250cc es van córrer dissabte i les de 500cc, diumenge. El circuit discorria en part pel mig d'una recreació d'un poble del Far West emprada per la indústria cinematogràfica. Els decorats van aparèixer, entre d'altres, a les sèries televisives del gènere western Gunsmoke (1955–1975) i Bonanza (1959–1973).
| Posició | Pilot             | Equip     |
| ------- | ----------------- | --------- |
| 1       | Adolf Weil        | Maico     |
| 2       | Joël Robert       | CZ        |
| 3       | Vlastimil Válek   | CZ        |
| 4       | Dave Bickers      | CZ        |
| 5       | Pierre Karsmakers | Husqvarna |
| 6       | Russ Darnell      | Husqvarna |
| 7       | Chuck Minert      | BSA       |
| 8       | Dick Mann         | OSSA      |
| 9       | Jim Wilson        | Greeves   |
| 10      | Roger De Coster   | CZ        |

| Posició | Pilot               | Equip     |
| ------- | ------------------- | --------- |
| 1       | Joël Robert         | CZ        |
| 2       | Christer Hammargren | Husqvarna |
| 3       | Roger De Coster     | CZ        |
| 4       | Adolf Weil          | Maico     |
| 5       | Dave Bickers        | CZ        |
| 6       | Marcel Wiertz       | Bultaco   |
| 7       | Lars Larsson        | Husqvarna |
| 8       | Pierre Karsmakers   | Husqvarna |
| 9       | Walt Axthelm        | Maico     |
| 10      | Barry Higgins       | ?         |

| Posició | Pilot          | Equip   |
| ------- | -------------- | ------- |
| 1       | Joël Robert    | Sachs   |
| 2       | Claes Nilson   | Penton  |
| 3       | Marcel Wiertz  | Bultaco |
| 4       | Gary Bailey    | Penton  |
| 5       | Walt Axthelm   | CZ      |
| 6       | Bob Bailey     | Sachs   |
| 7       | Jesse Goldberg | ?       |
| 8       | Tim Hart       | CZ      |

### Ronda 6
Celebrada el 24 de novembre a Santa Cruz (Califòrnia), al circuit de DeLavega Park.
| Posició | Pilot               | Equip     |
| ------- | ------------------- | --------- |
| 1       | Joël Robert         | CZ        |
| 2       | Christer Hammargren | Husqvarna |
| 3       | Roger De Coster     | CZ        |
| 4       | Vlastimil Válek     | CZ        |
| 5       | Bryan Wade          | Greeves   |
| 6       | Dave Bickers        | CZ        |
| 7       | Marcel Wiertz       | Bultaco   |
| 8       | Ron Nelson          | Montesa   |
| 9       | Lars Larsson        | Husqvarna |
| 10      | Gary Bailey         | Greeves   |

| Posició | Pilot             | Equip     |
| ------- | ----------------- | --------- |
| 1       | Bengt Åberg       | Husqvarna |
| 2       | Roger De Coster   | CZ        |
| 3       | Vlastimil Válek   | CZ        |
| 4       | Bryan Wade        | Greeves   |
| 5       | Pierre Karsmakers | Husqvarna |
| 6       | Marcel Wiertz     | Bultaco   |
| 7       | Ron Nelson        | Montesa   |
| 8       | Lars Larsson      | Husqvarna |
| 9       | Jim Wilson        | Greeves   |
| 10      | Dick Mann         | OSSA      |

### Ronda 7
Celebrada el cap de setmana del 30 novembre i l'1 desembre a Carlsbad (Califòrnia). Les curses de 125cc i 250cc es van córrer dissabte i les de 500cc, diumenge.	
| Posició | Pilot               | Equip     |
| ------- | ------------------- | --------- |
| 1       | Bengt Åberg         | Husqvarna |
| 2       | Joël Robert         | CZ        |
| 3       | Adolf Weil          | Maico     |
| 4       | Roger De Coster     | CZ        |
| 5       | Dave Bickers        | CZ        |
| 6       | Bryan Wade          | Greeves   |
| 7       | Christer Hammargren | Husqvarna |
| 8       | Vlastimil Válek     | CZ        |
| 9       | Marcel Wiertz       | Bultaco   |
| 10      | Jim Wilson          | Greeves   |

| Posició | Pilot               | Equip     |
| ------- | ------------------- | --------- |
| 1       | Christer Hammargren | Husqvarna |
| 2       | Joël Robert         | CZ        |
| 3       | Bengt Åberg         | Husqvarna |
| 4       | Roger De Coster     | CZ        |
| 5       | Bryan Wade          | Greeves   |
| 6       | Vlastimil Válek     | CZ        |
| 7       | Dave Bickers        | CZ        |
| 8       | Adolf Weil          | Maico     |
| 9       | Russ Darnell        | Husqvarna |
| 10      | John DeSoto         | Montesa   |

| Posició | Pilot             | Equip     |
| ------- | ----------------- | --------- |
| 1       | Joël Robert       | Sachs     |
| 2       | Lars Larsson      | Husqvarna |
| 3       | Roger De Coster   | CZ        |
| 4       | Pierre Karsmakers | Husqvarna |
| 5       | Claes Nilson      | Penton    |
| 6       | Norm Kopp         | ?         |
| 7       | Walt Axthelm      | CZ        |
| 8       | Marcel Wiertz     | Bultaco   |
| 9       | Bob Bailey        | Sachs     |
| 10      | W. Ring           | ?         |

### Ronda 8
Celebrada el cap de setmana del 7 i 8 de desembre a Orange (Califòrnia), al circuit de Saddleback Park. Les curses de 125cc i 250cc es van córrer dissabte i les de 500cc, diumenge.
| Posició | Pilot           | Equip     |
| ------- | --------------- | --------- |
| 1       | Adolf Weil      | Maico     |
| 2       | Bryan Wade      | Greeves   |
| 3       | Vlastimil Válek | CZ        |
| 4       | Ron Nelson      | Montesa   |
| 5       | Jim Wilson      | Greeves   |
| 6       | Walt Axthelm    | CZ        |
| 7       | Tim Hart        | CZ        |
| 8       | Steve Hurd      | Maico     |
| 9       | Bob Kulek       | Husqvarna |

| Posició | Pilot             | Equip     |
| ------- | ----------------- | --------- |
| 1       | Adolf Weil        | Maico     |
| 2       | Joël Robert       | CZ        |
| 3       | Bengt Åberg       | Husqvarna |
| 4       | Dave Bickers      | CZ        |
| 5       | Pierre Karsmakers | Husqvarna |
| 6       | ?                 | ?         |
| 7       | ?                 | ?         |
| 8       | Russ Darnell      | Husqvarna |

| Posició | Pilot          | Equip   |
| ------- | -------------- | ------- |
| 1       | Marcel Wiertz  | Bultaco |
| 2       | Claes Nilson   | Penton  |
| 3       | Gary Bailey    | Penton  |
| 4       | Walt Axthelm   | CZ      |
| 5       | Keith Mashburn | Yamaha  |
| 6       | Russ Robinson  | Suzuki  |
| 7       | Bob Bailey     | Sachs   |
| 8       | Joe Bihari     | Zündapp |